# الجزيرة الخضراء (السويس)
الجزيرة الخضراء هي جزيرة صخرية صغيرة (145 م طول × 50 م) تقع في البحر الأحمر جنوب قناة السويس على بعد ثلاثة كيلومترات جنوب بور إبراهيم وأربعة كيلومترات جنوب مدينة السويس وتبعد عن ميناء الأدبية بحوالى ستة كيلومترات.

## تاريخ
كانت الجزيرة الخضراء بمثابة حصن بناه الجيش البريطاني لحماية قناة السويس من الهجوم الجوي والبحري لقوات دول المحور خلال الحرب العالمية الثانية. كان هذا الممر المائي ذا أهمية إستراتيجية هائلة لبريطانيا في هذا الوقت. كانت الجزيرة واقعة على حيد من الشعب المرجانية الخضراء (سبب التسمية) والحصن مصنوع من الخرسانة المسلحة. وقد تألف مبنى الحصن من مبنى من طابقين علويين وطابق سفلي مع فناء كبير. وفي أحد أطراف الجزيرة كان يبرز جسر خرساني على المياه باتجاه برج دائري بارتفاع خمسة أمتار يدعم موقع رادار إنذار مبكر ومدفعين رشاشين ثقيلين مضادين للطائرات. وقد بُني جدار خرساني معزّز بصفوف سميكة من الأسلاك الشائكة على حافة المياه لردع الهجوم المحتمل من البحر. ووُضعت مدافع رشاشة ثقيلة على سطح الحصن. وكان هناك أكثر من اثنتي عشر من دشم التحصينات المزودة بالرشاشات. وتمركزت سلسلة من المخابئ الخرسانية فوق جدار بحري يبلغ ارتفاعه حوالي المترين ونصف المتر محاط بأسلاك شائكة بثلاث لفات للداخل. وتألفت الحامية المتمركزة على الجزيرة من حوالي سبعين من جنود المشاة واثنتي عشر من قوات الصاعقة المصرية وأربعة عشر من مواقع المدافع الرشاشة (14.5 ملم إلى 25 ملم) واثنين من المدافع المضادة للطائرات 37 ملم وأربعة مدافع مضادة للطائرات من طراز 85 ملم.

## الغارة على الجزيرة فيحرب الاستنزاف
في عام 1969 خلال حرب الاستنزاف بين إسرائيل ومصر في ليلة التاسع عشر من يوليو، شنت قوات المغاوير الإسرائيلية عملية بولموس 6 والتي كان من أهدافها تدمير محطة رادار الإنذار المبكر ووقف تهديد الجزيرة للقوات الإسرائيلية على ضفاف قناة السويس، ودمرت فيها معظم المنشآت المصرية في الجزيرة بالكامل مع وقوع خسائر في صفوف الإسرائيليين لثلاثة من وحدة الاستطلاع الاسرائيلية وثلاثة من مغاوير وحدة شايطيت 13 البحرية أما الخسائر بالنسبة للمصريين فتختلف المصادر من 13 إلى 80 قتيلاً.

## الوضع الحالي
موقع الجزيرة حالياً عبارة عن أنقاض تؤمنه قوة عسكرية من حرس الحدود ويقع في طرف الجزيرة الجنوبي بيكون لإرشاد السفن المارة إلى قناة السويس كي لا تصطدم بصخور الجزيرة.